# Giorgio Ursi
Giorgio Ursi (Doberdò del Lago, 1 de septiembre de 1942–Gorizia, 8 de octubre de 1982) fue un deportista italiano que compitió en ciclismo en la modalidad de pista, especialista en la prueba de persecución individual.
Participó en los Juegos Olímpicos de Tokio 1964, obteniendo una medalla de plata en la prueba de persecución individual. Ganó una medalla de bronce en el Campeonato Mundial de Ciclismo en Pista de 1966, en la misma disciplina.

## Medallero internacional
| Juegos Olímpicos   | Juegos Olímpicos | Juegos Olímpicos  | Juegos Olímpicos           |
| Año                | Lugar            | Medalla           | Competición                |
| ------------------ | ---------------- | ----------------- | -------------------------- |
| 1964               | Tokio (Japón)    | Medalla de plata  | Persecución individual     |
| Campeonato Mundial |                  |                   |                            |
| Año                | Lugar            | Medalla           | Competición                |
| 1966               | Fráncfort (RFA)  | Medalla de bronce | Persecución individual (A) |